# Ali Raner
Ali Raner (prvotno ime Albert Raner), slovenski igralec, * 20. oktober 1934, Nova vas pri Mariboru, † januar 2012.
Raner je končal baletno šolo v Mariboru kot plesalec, nato pa se je vpisal na Akademijo za gledališče, radio, film in televizijo v Ljubljani in tam tudi diplomiral. Leta 1957 je prejel Akademijsko Prešernovo nagrado. Njegova prva vloga je bila v filmu Dobri stari pianino. Leta 1973 se je odselil v Nemčijo in se od takrat ni več ukvarjal z igranjem.

## Celovečerni filmi
- Dobri stari pianino, 1959
- Ples v dežju, 1961
- Peščeni grad, 1962
- Grajski biki, 1967

## Vir
- Večer, sobota, 7. 1. 2012, osmrtnica